# Meltindex
Meltindex (M.I.), ook wel bekend als Melt Flow Index (M.F.I.), is een belangrijk getal bij het verwerken van een thermoplast. Niet alle thermoplasten zijn voor elk willekeurig product te gebruiken. De structuur van de moleculen van thermoplasten heeft invloed op het vloeigedrag van het materiaal. Hoe langer de molecuulketen, hoe hoger de viscositeit (weerstand tegen vloeien). Bij het verwerken van kunststoffen is het belangrijk om te weten welke viscositeit een thermoplast heeft. Om dit te bepalen wordt de M.I. bepaald. 
De M.I. geeft aan hoeveel gram van de smelt van een bepaalde thermoplast door een buis stroomt met vastgestelde lengte en diameter:
1. In tien minuten tijd
2. Bij een constante temperatuur
3. Bij een constante druk

Een M.I. van 4 betekent dat er 4 gram materiaal in 10 minuten door de buis is gestroomd. De vloei van dit materiaal is dus veel trager dan hetzelfde soort materiaal met een M.I. van 30. Met andere woorden: De viscositeit bij M.I. 4 is hoger dan bij M.I. 30. Een hogere viscositeit van gelijksoortige polymeren wil zeggen dat de molecuulketens langer zijn.
Voor het bepalen van de M.I. van verschillende thermoplasten gebruikt men verschillende temperaturen. De M.I. van verschillende thermoplasten kunnen derhalve niet met elkaar vergeleken worden.